# Martin Wittek
Martin Wittek, né à Constantinople (Turquie) le 21 février 1929 et mort le 23 janvier 2025,, est un bibliothécaire-bibliographe, codicologue et paléographe belge qui a été conservateur en chef de la Bibliothèque royale de Belgique.

## Biographie
Martin Wittek poursuit ses humanités gréco-latines à l'athénée communal de Schaerbeek (Bruxelles) puis obtient en 1953 un doctorat en philosophie et lettres (philologie classique) à l'Université libre de Bruxelles. Son mémoire de licence est La tradition manuscrite de Lucien, Quomodo historia conscribenda sit (1951, non publié).
Il rentre en mars 1957 à la Bibliothèque royale de Belgique où il occupe un poste de bibliothécaire au Cabinet des manuscrits avant d'être nommé bibliothécaire-bibliographe en janvier 1958. Il est responsable de cette section depuis la fin de l'année 1963 et en devient officiellement le conservateur le premier janvier 1969. Chef de département en juin 1971, il est conservateur en chef de la Bibliothèque royale depuis le premier mai 1973 jusqu'à sa pension, en août 1990.
Martin Wittek s'intéresse principalement à l'étude codicologique de manuscrits grecs et latins, depuis l'Antiquité jusqu'à la Renaissance. En 1959, il crée le Bulletin codicologique et, de 1960 à 1965, il est secrétaire de rédaction du bulletin Scriptorium. Il publie la série des Manuscrits datés conservés en Belgique, secondant François Masai pour les premiers, puis seul. Il effectue également de nombreuses recherches sur les filigranes des manuscrits médiévaux.
Parallèlement, de 1959 à 1989, il est chargé de cours de paléographie grecque à l'Université libre de Bruxelles et à la Vrije Universiteit Brussel et également de paléographie latine dans cette dernière université.

## Distinctions et honneurs
- Membre d'honneur de l'Association internationale de bibliophilie.

## Publications
- Manuscrits datés, conservés en Belgique, sous la direction de François Masai (Thérèse Glorieux-de Gand pour les tomes V et VI) et de Martin Wittek
  - Tome I : 819-1400, Bruxelles ; Gand : E. Story-Scientia, 1968
  - Tome II : 1401-1440 : Manuscrits conservés à la Bibliothèque royale Albert Ier, Bruxelles, Bruxelles ; Gand : E. Story-Scientia, 1972
  - Tome III : 1441-1460 : Manuscrits conservés à la Bibliothèque royale Albert Ier, Bruxelles, Bruxelles ; Gand : E. Story-Scientia, 1978
  - Tome IV : 1461-1480 : Manuscrits conservés à la Bibliothèque royale Albert Ier, Bruxelles, Bruxelles ; Gand : E. Story-Scientia, 1982
  - Tome V : 1481-1540 : Manuscrits conservés à la Bibliothèque royale Albert Ier, Bruxelles, Bruxelles : Bibliothèque royale Albert Ier, 1987
  - Tome VI : 1541-1600 : Manuscrits conservés à la Bibliothèque royale Albert Ier, Bruxelles, Bruxelles : Bibliothèque royale Albert Ier, 1991, 2 volumes
- « Liste des manuscrits de Lucien », in: Scriptorium, 6, 1952, 2, p. 309-323
- Avec Jean Bingen, Greek ostraca in the Bodleian library at Oxford and various other collections III, London : Egypt Exploration Society, 1964
- Album de paléographie grecque : spécimens d'écritures livresques du IIIe siècle avant J.C. au XVIIIe siècle, conservés dans des collections belges, Gand : E. Story-Scientia, 1967
- Le Cabinet des Manuscrits de la Bibliothèque royale de Belgique, tiré à part de Librarium, Revue de la Société suisse des Bibliophiles, 12, III, 1969
- Inventaire des plus anciens manuscrits de papier conservés à la Bibliothèque royale Albert Ier et de leurs filigranes, XIIIe – XIVe siècles, (préface de Pierre Cockshaw), Bruxelles : Bibliothèque royale, 2001
- Inventaire des manuscrits de papier du XVe siècle conservés à la Bibliothèque royale de Belgique et de leurs filigranes, Tome I : Manuscrits datés, 1401-1440, Bruxelles : KBR, 2003
- Le Cabinet des manuscrits de la Bibliothèque royale de Belgique, [S.l.] : [s.n.], [s.d.]

## Hommage
Un ouvrage titré Miscellanea Martin Wittek. Album de codicologie et de paléographie offert à Martin Wittek est publié chez Peeters (Louvain-Paris) en 1993 à l'occasion de son accession à l'éméritat. La bibliographie de ses écrits scientifiques est incluse dans le livre.